# Smedenpoort

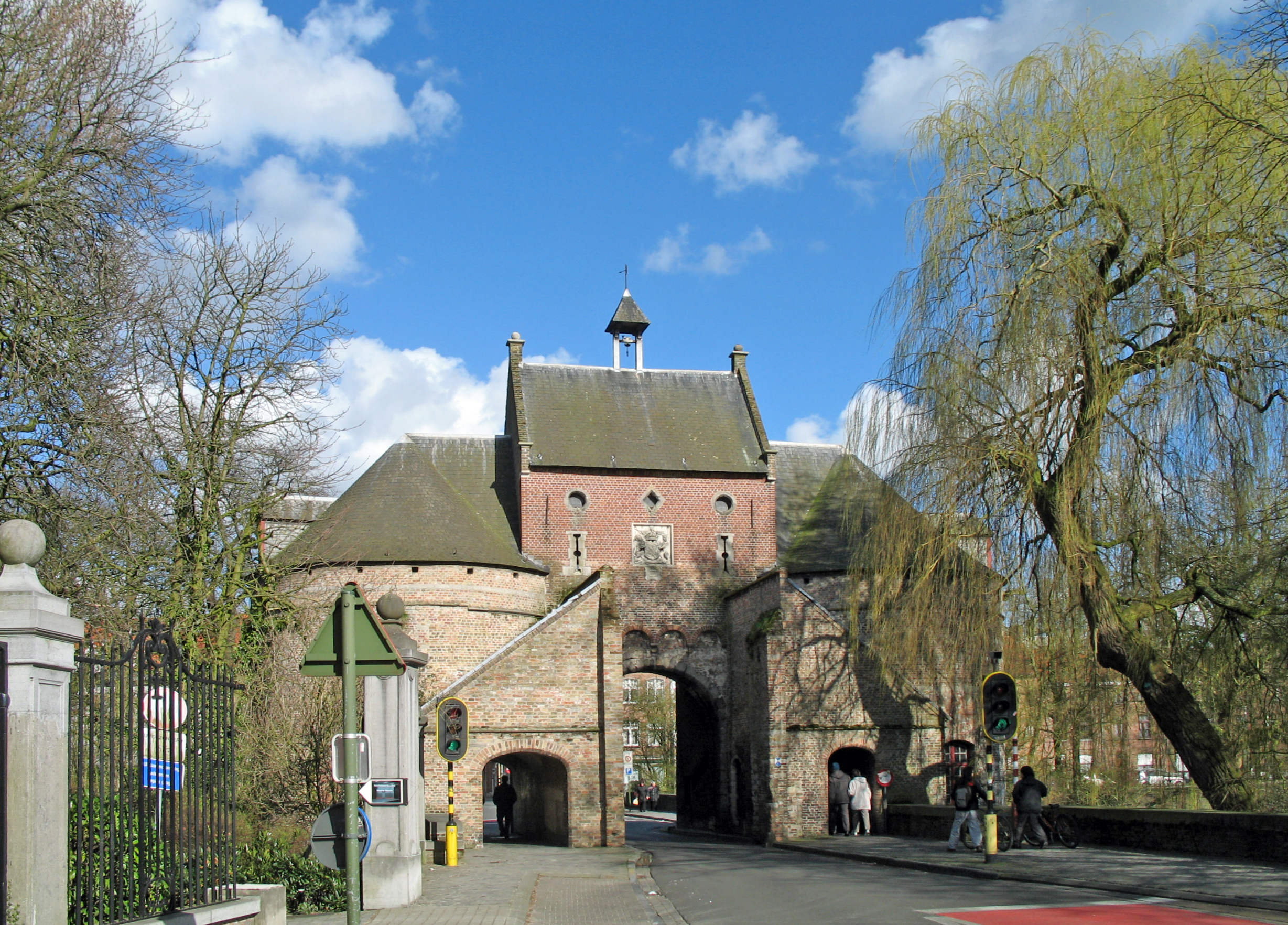
Smedenpoort, vista dall'esterno della cinta.

La Smedenpoort è una delle quattro porte rimanenti della seconda cinta muraria (esterna) della città fiamminga di Bruges. È posta al termine della Smedenstraat, lungo l'asse viario che collega la città con Gistel, Oudenburg.
La prima costruzione nel sito risale al 1297–1299, poi ricostruita nel 1367–1368 dai maestri muratori Jan Slabbabert e Mathias Saghen. Successivamente, la porta venne più volte ristrutturato. Caratteristica di questa porta è che, come la Ezelpoort, è un quadrilatero fortificato completamente circondata dall'acqua.
Nel 2012 è stato costruito un ponte pedonale su entrambi i lati della porta. Quest'intervento ha permesso ai pedoni di aggirare la porta ed ai ciclisti di utilizzarne i piccoli passaggi, mantenendoli separati dal traffico automobilistico.
Un cranio di bronzo è appeso allo Smedenpoort in ricordo di un evento occorso durante la Guerra della Grande Alleanza (1688–1697). Nel 1691, il marinaio di Bruges Jacob Wyndekens scoprì una cospirazione. Un certo François van der Straeten, residente a Eeklo, aveva concordato con un piccolo gruppo di soldati francesi di introdurli di nascosto in città di notte attraverso la Smedenpoort. Si sarebbero nascosti nelle baracche vicino al Waterhuis. La mattina presto avrebbero sopraffatto le guardie del cancello, aperto il cancello e garantito l'accesso ad un grande esercito francese in agguato nel Tillegembos. Quello stesso giorno, il 26 giugno 1691, il traditore François van der Straeten fu impiccato, la sua testa tagliata e posta su un perno di ferro sulla Smedenpoort. Il teschio fu poi sostituito con una copia in bronzo.

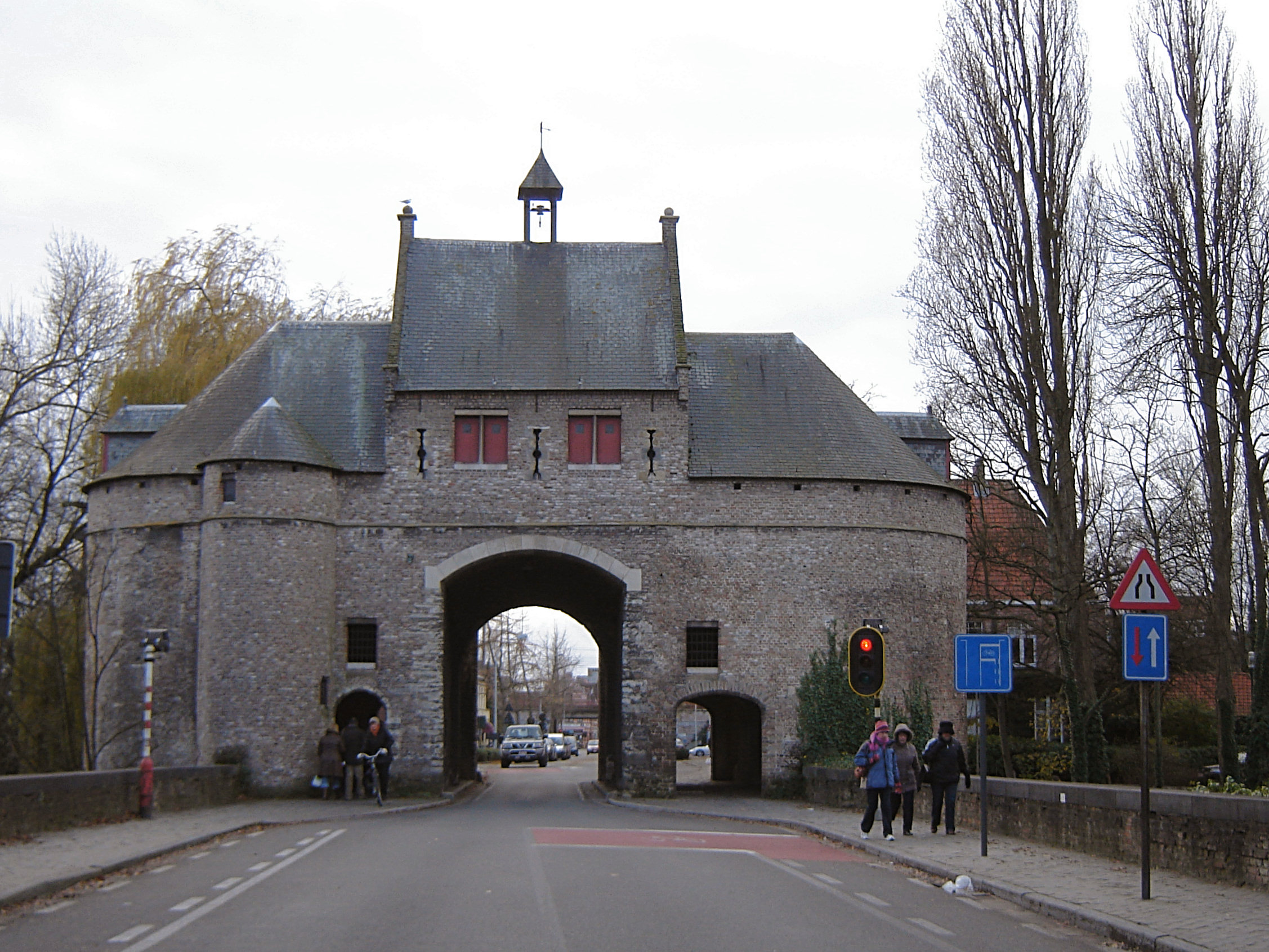
La Smedenpoort, vista dal centro di Bruges
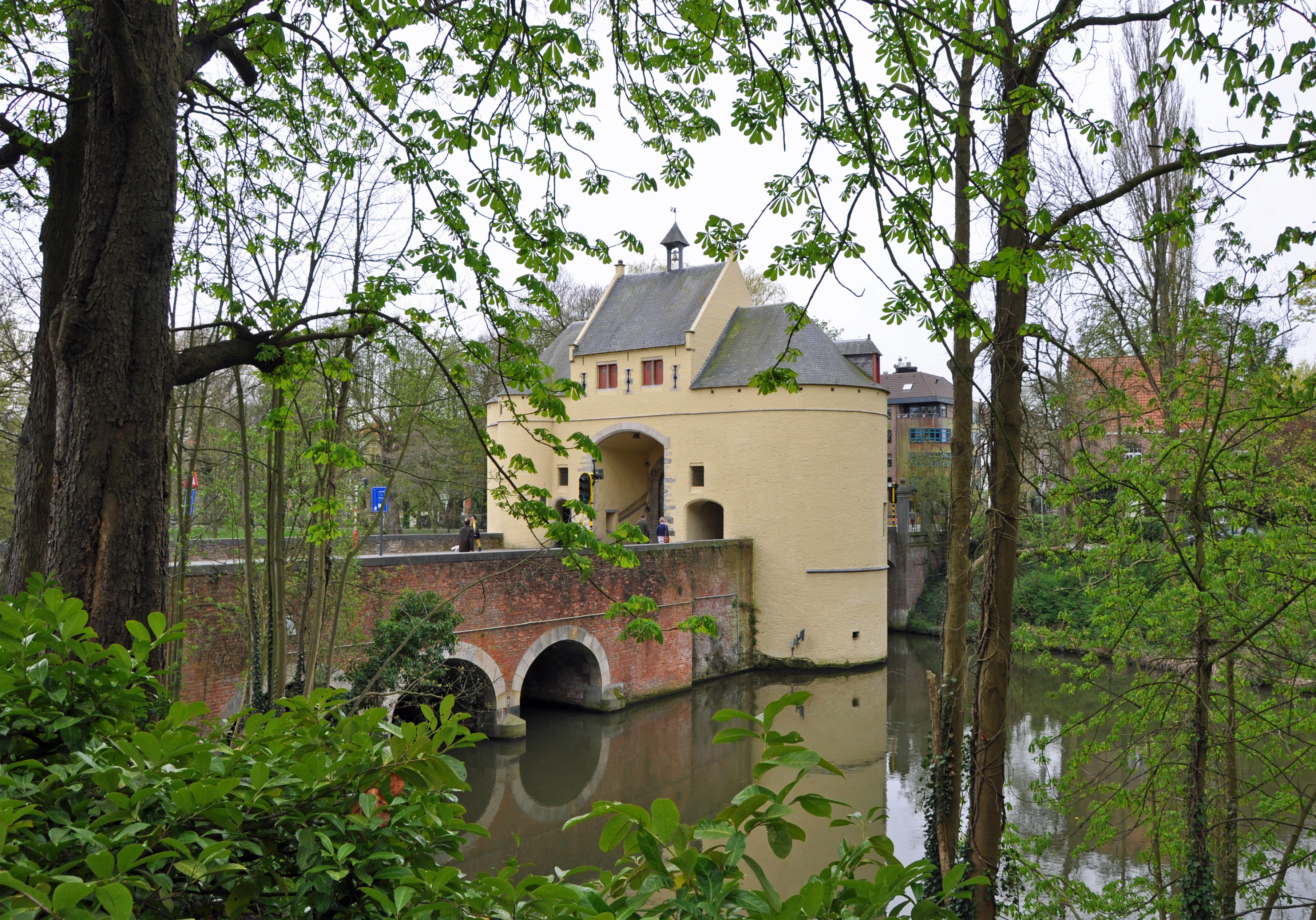
La Smedenpoort dopo il restauro del 2009
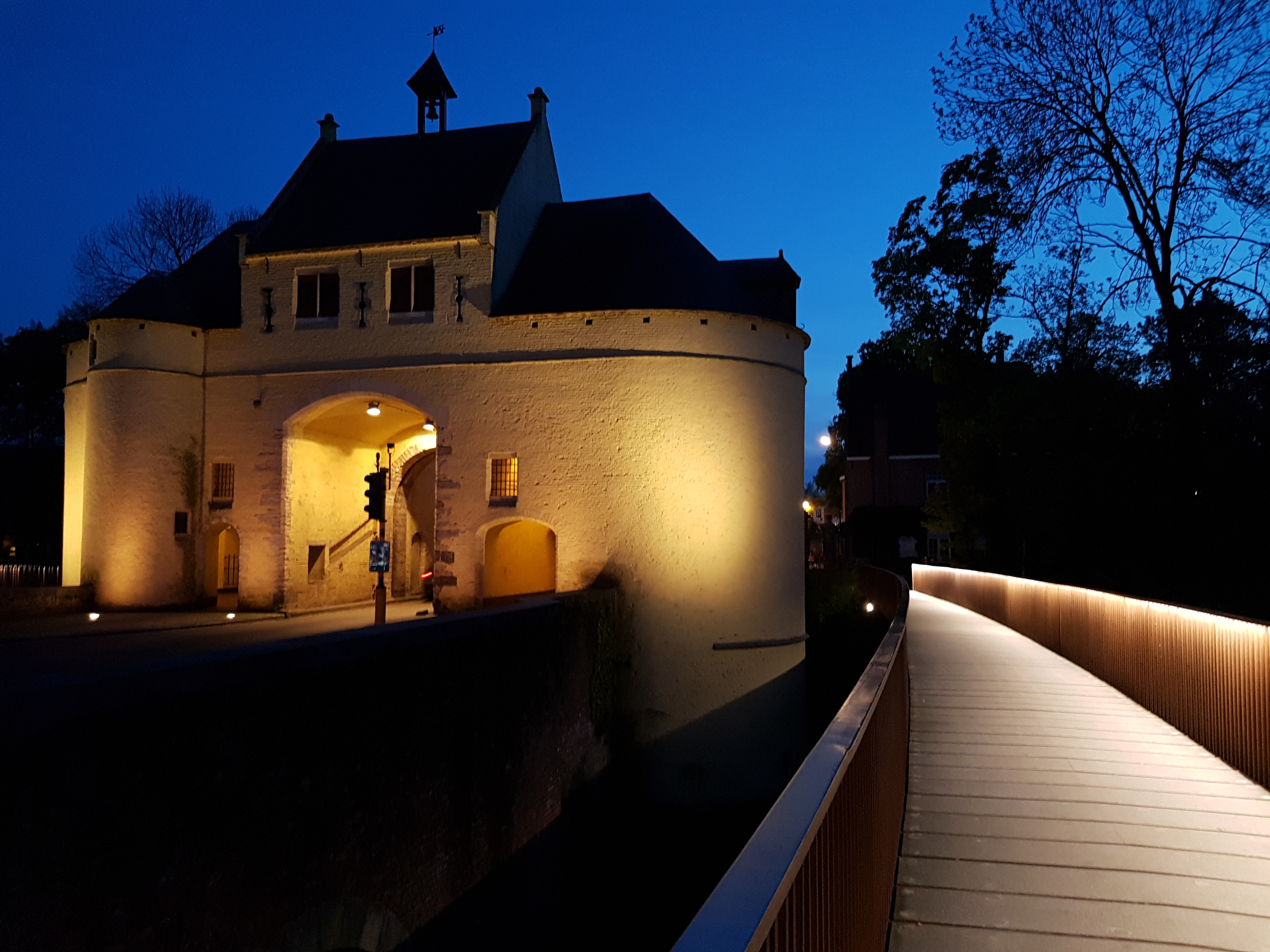
La Smedenpoort vista da uno dei ponti pedonali.
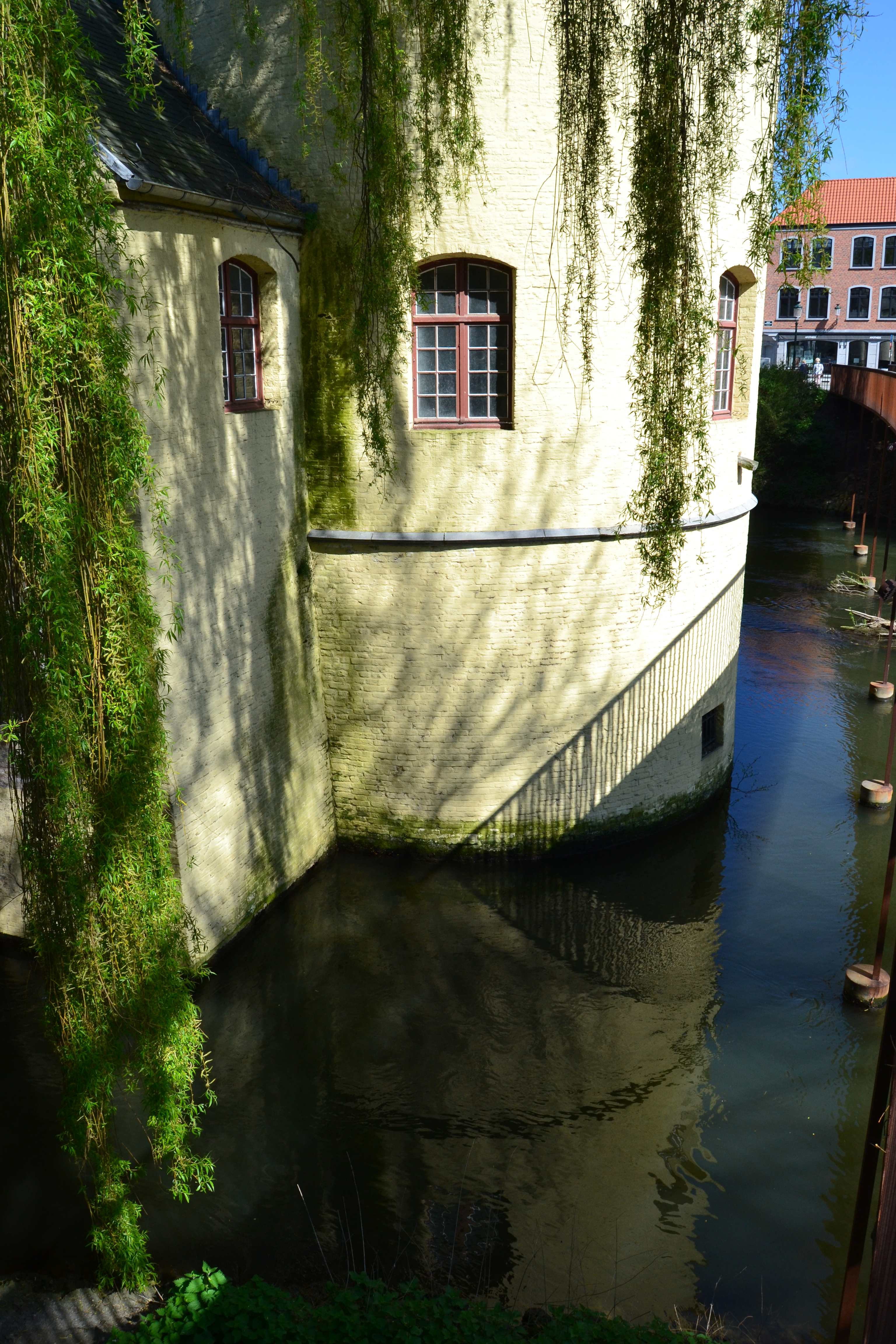
Particolare dello Smedenpoort con adiacente ponte pedonale
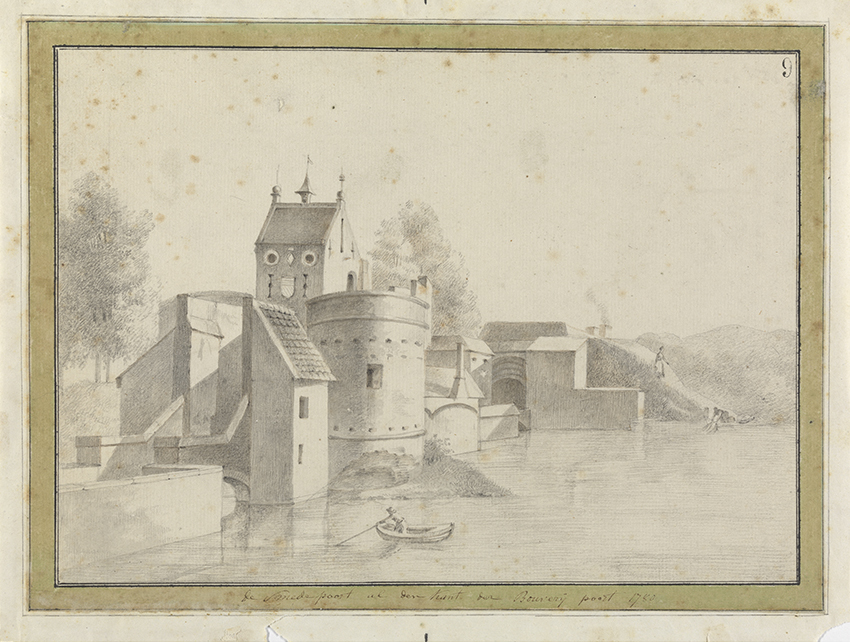
Lo Smedenpoort intorno al 1780, disegno diJean Charles Verbrugge (Museo Groeninge).